# 이창희 (1951년)
이창희(李昌熙, 1951년 9월 29일 ~ )는 대한민국의 정치인이다. 민선 5·6기 진주시장이다.

## 학력
- 진주교육대학교부속초등학교
- 진주중학교
- 진주고등학교
- 한양대학교 공업경영학 학사
- 서울대학교 행정대학원 행정학 석사

## 경력
- 1979 : 제4회 입법고등고시 합격
- 국회사무처 입법조사국 문교/문공/상공담당 입법조사관 (사무관)
- 국회 상공위원회 입법조사관 (사무관, 서기관)
- 국회 EXPO 특위 입법조사관 (서기관)
- 국회사무처 기획조정실 행정관리담당관 (서기관)
- 국가안전기획부 파견 (서기관)
- ~ 2000 : 국회 특별위원회 전문위원
- 2000 ~ 2001 : 국회사무처 환경노동위원회 전문위원
- 2001 ~ 2004 : 국회사무처 행정자치위원회 수석전문위원
  - 국회 법국민 정치개혁협의회 실무지원단장
  - 국회 선거구획정위원회 간사
  - 국회 정치개혁 특별위원회 수석전문위원
- 2004 ~ 2004 : 국회사무처 건설교통위원회 수석전문위원
- 2004 ~ 2006.7 : 국회사무처 농림해양수산위원회 수석전문위원
- 2006.8 : 경상남도 정무부지사
- 2008.7 ~ 2010.2 : 경남발전연구원장
- 2010.7 ~ 2018.6 : 제7, 8대 경상남도 진주시 시장
- 2016.8 ~ 2018.7 : 제4대 남해안남중권발전협의회 회장
- 2017.7 ~ 2018.6 : 경남협의회장

## 역대 선거 결과
|  | 34.43% |

|  | 68.22% |

|  | 5.54% |